# Tetragoneura flavicauda
Tetragoneura flavicauda är en tvåvingeart som beskrevs av Edwards 1941. Tetragoneura flavicauda ingår i släktet Tetragoneura och familjen svampmyggor. Inga underarter finns listade i Catalogue of Life.